# 염생식물
염생식물(鹽生植物,halophyte)은 바닷가등의 염분이 많은 토양에서 자라는 식물이다. 세포 속에 염분이 많이 들어 있으며 물을 잘 흡수한다. 특히 일반적인 식물보다 수분을 흡수하는 뿌리 세포 표피는 염분을 필터링하는 기능이 강화되어있다. 퉁퉁마디, 갯질경이 등이 있다. 염수성 식물로도 불린다.

## 분류
건염생식물(乾鹽生植物)- 소금기가 많은 곳에서 잘 자라는 식물 가운데 건조한 곳에서 자라는 식물.
비염생식물(非鹽生植物, glycophyte)-염류 농도에 민감하여 염류 집적이 많은 토양에서는 자라지 못하는 식물.
습염생식물(濕鹽生植物)- 소금기가 많은 곳에서 잘 자라는 식물 가운데 습한 곳에서 자라는 식물.

## 큐틴질
큐틴질(cutin質)은 염생식물에서 보다 더 잘 발달된 각피의 주성분으로 지방 모양ㆍ납 모양의 물질로 표면을 보호하는 구실을 한다. 물에 녹지 않으며 산에도 잘 견딘다.

## 나노필터
한편 바닷물의 물(약0.2 nm)로부터 염분 분자(3.7 nm)를 걸러낼수있는 나노미터(nm) 공극 크기를 갖는 나노격자 구조의 그래핀(Graphene)-산화물 시트를 영국의 맨체스터 대학교의 내셔날 그래핀 연구소(National Graphene Institute)에서 나노필터로 만들어낸바있으며 이어 실용화를 연구하고있다.

## 종류
퉁퉁마디, 갯그령(Elymus mollis), 갯질경이, 사철쑥(Artemisia capillaris), 갯씀바귀(Ixeris repens), 갯완두(Lathyrus japonicus), 갯잔디(Zoysia sinica Hance), 통보리사초(Carex kobomugi), 해홍나물(Suaeda maritima), 갯방풍(Glehnia littoralis), 서양갯냉이(Cakile edentula)등이 있다. 나무로는 맹그로브(mangrove)가 있다.

## 같이 보기
- 삼투압
- 모세관현상
- 해수담수화

## 참고
- (연합뉴스-혹독한 바닷가서 자라는 '염생식물' 아시나요)https://www.yna.co.kr/view/AKR20160505033500004
- (충남서해안기후환경연구소,기후변화대응연구센터-연안 염생식물의 가치와 활용방안) https://webcache.googleusercontent.com/search?q=cache:QOpaa8ScOwgJ:https://www.cni.re.kr/common/publicDown.asp%3Fgcd%3DAC0000069814%26seq%3D1+&cd=12&hl=ko&ct=clnk&gl=kr